# Julius Schellin
Julius Schellin (* 12. März 1880 in Soest; † 3. Mai 1962 in Berlin) war ein deutscher Politiker (CSP, DVP, CDU).
Julius Schellin war ein Sohn eines Gerichtsvollziehers und besuchte ein Gymnasium. Nach der Obersekundareife machte er eine kaufmännische Ausbildung und wurde Kaufmannsgehilfe im Hüttenwerk bei den Westfälischen Stahlwerke in Bochum. 1900 trat er dem Deutschnationalen Handlungsgehilfen-Verband (DHV) und wurde 1904 dort hauptamtlicher Funktionär. Schellin wurde 1907 Geschäftsführer der DHV in Frankfurt am Main und trat im folgenden Jahr der Christlich-sozialen Partei (CSP) bei. Im Ersten Weltkrieg wurde er 1915 eingezogen.
1918 trat Schellin der Deutschen Volkspartei (DVP) und wurde im folgenden Jahr in die Stadtverordnetenversammlung in Frankfurt am Main gewählt. Er wechselte 1925 nach Hamburg, wo er Vorstandsmitglied der Berufskrankenkasse für Kaufmannsgehilfen wurde. 1932 wurde er Reichsrevisor der DHV. Nach der „Machtergreifung“ der Nationalsozialisten wurde er 1933 aus politischen Gründen entlassen. 1935 wurde er Angestellter der Deutschen Bausparkasse Darmstadt.
Nach dem Zweiten Weltkrieg trat Schellin 1945 der CDU bei und wurde im folgenden Jahr Vorstandsmitglied im Verband der kaufmännischen und Büroangestellten beim Freien Deutschen Gewerkschaftsbund (FDGB) in der Sowjetischen Besatzungszone. Bei der ersten Berliner Wahl 1946 wurde Schellin in die Stadtverordnetenversammlung von Groß-Berlin gewählt und blieb bis Ende 1958 Mitglied des Abgeordnetenhauses von Berlin.